# Електронні терми двоатомних молекул
Електронні терми двоатомних молекул - внесок електронів у загальний енергетичний спектр молекул, що складаються із двох атомів. Електронні терми розраховуються при фіксованому положенні ядер атомів і є функціями віддалі між цими ядрами. Терми двоатомних молекул мають особливу класифікацію завдяки симетрії, що виділяє їх в особливий підклас електронних молекулярних термів.
Двоатомна молекула має  одну вісь симетрії і площини симетрії, що проходять через цю вісь.     Якщо атоми в її складі однакові, то існує додаткова перпендикулярна до осі обертання площина симетрії, що проходить через середину відрізка, який сполучає ядра атомів.
Відсутність сферичної симетрії означає, що повний орбітальний момент не є квантовим числом для двоатомної молекули, проте таким квантовим числом є проєкція орбітального моменту на вісь симетрії. Величину проєкції орбітального моменту на вісь симетрії заведено позначати літерою {\displaystyle \Lambda =0,1,2\ldots }. Відповідні терми теж позначаються великими грецькими літерами:
{\displaystyle \Lambda =0} — {\displaystyle \Sigma }-терм
{\displaystyle \Lambda =1} — {\displaystyle \Pi }-терм
{\displaystyle \Lambda =2} — {\displaystyle \Delta }-терм
Електронні терми характеризуються також повним спіном S усіх електронів. Кожен такий терм має виродження 2S+1, яке називають мультиплетністю терму. При позначеннях термів мультиплетність ставиться верхнім лівим індексом, наприклад терм {\displaystyle ^{2}\Pi } має {\displaystyle \Lambda =1}, {\displaystyle S=1}.
Існування площин симетрії, що проходять через вісь обертання означає виродженість електронних термів із {\displaystyle \Lambda \neq 0}. При відображенні в такій площині напрям орбітального моменту змінюється на протилежний, оскільки орбітальний момент є аксіальним вектором. Тому стани з різними знаками проєкції орбітального моменту на вісь обертання мають однакову енергію. Щодо {\displaystyle \Sigma }-термів, в яких {\displaystyle \Lambda =0}, то вони зовсім не змінюються при відображенні в площині симетрії, тому є невиродженими. Однак, хвильова функція цих станів може міняти знак при відображенні. Якщо при відображенні в площині симетрії знак хвильової функції не міняється, то такий терм позначається {\displaystyle \Sigma ^{+}}, якщо знак змінюється на протилежний, то терм позначається {\displaystyle \Sigma ^{-}}.
Терми молекул із однакових атомів класифікуються також за парністю - поведінкою хвильової функції при одночасній зміні координат всіх атомів на протилежні. Терми, хвильові функції яких не міняють знак при такій заміні називаються парними і позначаються індексом g. Терми, хвильові функції яких змінюють знак на протилежний, називаються непарними і позначаються індексом u. Тому для симетричних двоатомних молекул терми мають позначення на зразок {\displaystyle ^{2}\Pi _{g}} та {\displaystyle ^{2}\Pi _{u}}.

## Основний стан
Основний стан двоатомної молекули як правило має найвищу симетрію - електронна хвильова функція інваріантна щодо всіх операцій симетрії і повний спін усіх електронів дорівнює нулю. Тобто, основним станом більшості двоатомних молекул є терм {\displaystyle ^{1}\Sigma ^{+}}. Однак є винятки, найвідомішими з яких є молекули кисню та монооксиду азоту.
O2 має основний терм {\displaystyle ^{3}\Sigma _{g}^{-}}
NO має основний терм {\displaystyle ^{2}\Pi }.